# Niwai
Niwai là một thành phố và khu đô thị của quận Tonk thuộc bang Rajasthan, Ấn Độ.

## Nhân khẩu
Theo điều tra dân số năm 2001 của Ấn Độ, Niwai có dân số 31.355 người. Phái nam chiếm 53% tổng số dân và phái nữ chiếm 47%. Niwai có tỷ lệ 64% biết đọc biết viết, cao hơn tỷ lệ trung bình toàn quốc là 59,5%: tỷ lệ cho phái nam là 74%, và tỷ lệ cho phái nữ là 51%. Tại Niwai, 16% dân số nhỏ hơn 6 tuổi.